# Братковець
Братковець — заповідне урочище місцевого значення в Україні. Об'єкт розташований на південний захід від найближчого населеного пункту Климпуші, що у Надвірнянському районі Івано-Франківської області. У віданні ДП «Надвірнянське лісове господарство», Річанське лісництво, квартал 37, виділи 10, 11, 19, 21 (згідно з охоронним зобов'язанням № 91 від 16.11.2009 року ймовірно помилково подається несуміжний виділ 23 замість 19), квартал 51, виділи 3-9, 14, 19. 
Площа — 27,2 га, статус отриманий у 1993 році. Перебуває у віданні ДП «Надвірнянський лісгосп». 
Створений для збереження високогірних смереково-букових лісів. 
2018 року в рамках співпраці з Надвірнянським ЛГ ГО «Карпатські стежки» встановлено охоронний аншлаг.